# Pistola Webley
La Webley fue una de las primeras pistolas semiautomáticas alimentadas mediante cargadores extraíbles. El arma fue diseñada en 1910 por la empresa Webley & Scott. La Webley Mk. 1 entró en servicio policial en 1911 con un modelo que empleaba el cartucho .38 ACP para la Policía Metropolitana de Londres. La versión de 11,55 mm fue adoptada por la Royal Navy en 1912 como la primera pistola semiautomática en servicio británico. También fue adoptada por la Royal Horse Artillery y el Real Cuerpo Aéreo. Su predecesora fue la poco exitosa pistola automática Mars, fabricada alrededor de 1900.
Que las Fuerzas Armadas británicas tuvieran una pistola semiautomática en servicio suponía un gran cambio en lo que a armamento respecta. Era un arma letal en combate a corta distancia, con múltiples balas para enfrentar a más enemigos. Su tiempo de recarga se redujo, mientras que su cadencia de disparo era mayor.

## Problemas
Los cartuchos originales con carga propulsora de cordita dejaban mucho hollín en el cañón, produciendo frecuentes bloqueos. Esto fue corregido en 1941, cambiando la carga de cordita por nitrocelulosa en el cartucho de 11,55 mm. El nuevo cartucho para la Webley Mk. 1 fue llamado Mark Iz. Entre otros detalles, la pistola era difícil de sostener debido a su voluminosa y angulosa empuñadura.

Un problema común a las pistolas semiautomáticas, especialmente algunas de las primeras, era que al tener más capacidad y facilidad de empleo, tenían más piezas móviles. Con más piezas móviles, se incrementa la probabilidad de bloquearse. Este problema era parcialmente causado por la cordita de los cartuchos y la alta presión a la que eran sometidas las piezas tras un empleo constante. El mayor problema no era un error mecánico, sino un error del usuario. Los soldados británicos no sabían de la vital importancia de una limpieza constante de las armas. Esto se debía principalmente a que los soldados no estaban acostumbrados a limpiar sus revólveres todo el tiempo; por lo que creyeron que la Webley Mk. 1 no precisaba ser limpiada, cuando en realidad era muy necesario.

## Mejoras y variantes
Los primeros modelos de la Webley Mk. 1 tenían el seguro en el lado izquierdo del martillo. Este fue posteriormente mudado al lado izquierdo del armazón, donde podía bloquear la corredera. Las versiones de servicio además fueron equipadas con un seguro de presión en la empuñadura.